# Hôpital Notre-Dame à la Rose

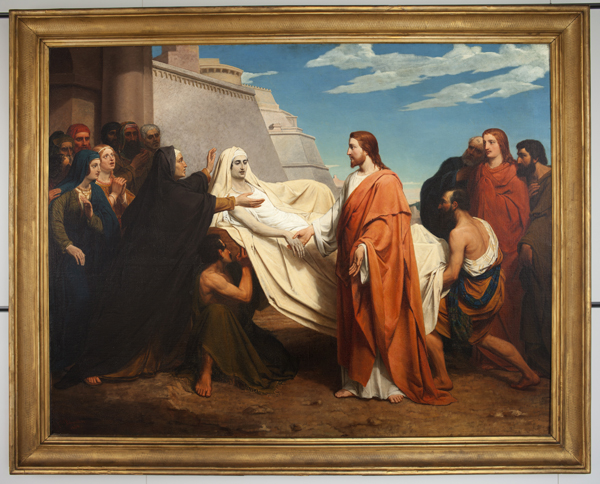
Le Résurrection du fils de la veuve de Naïm, Peinture, huile sur toile, 1860.

L'hôpital Notre-Dame à la Rose (en néerlandais Gasthuis Onze-Lieve-Vrouw met de Roos) est une ancienne institution hospitalière située à Lessines, en Belgique. Fondé en 1242 par Alix de Rosoit et confié à des religieuses, l’hôpital fonctionna jusque dans les années 1980. Il est depuis lors transformé en musée, exemple très complet d’institution hospitalière autarcique du Moyen Âge.
Classé depuis 1940, il est actuellement repris sur la liste du patrimoine immobilier exceptionnel de la Région wallonne. De grands travaux de restauration furent terminés au début de 2012.

## Histoire

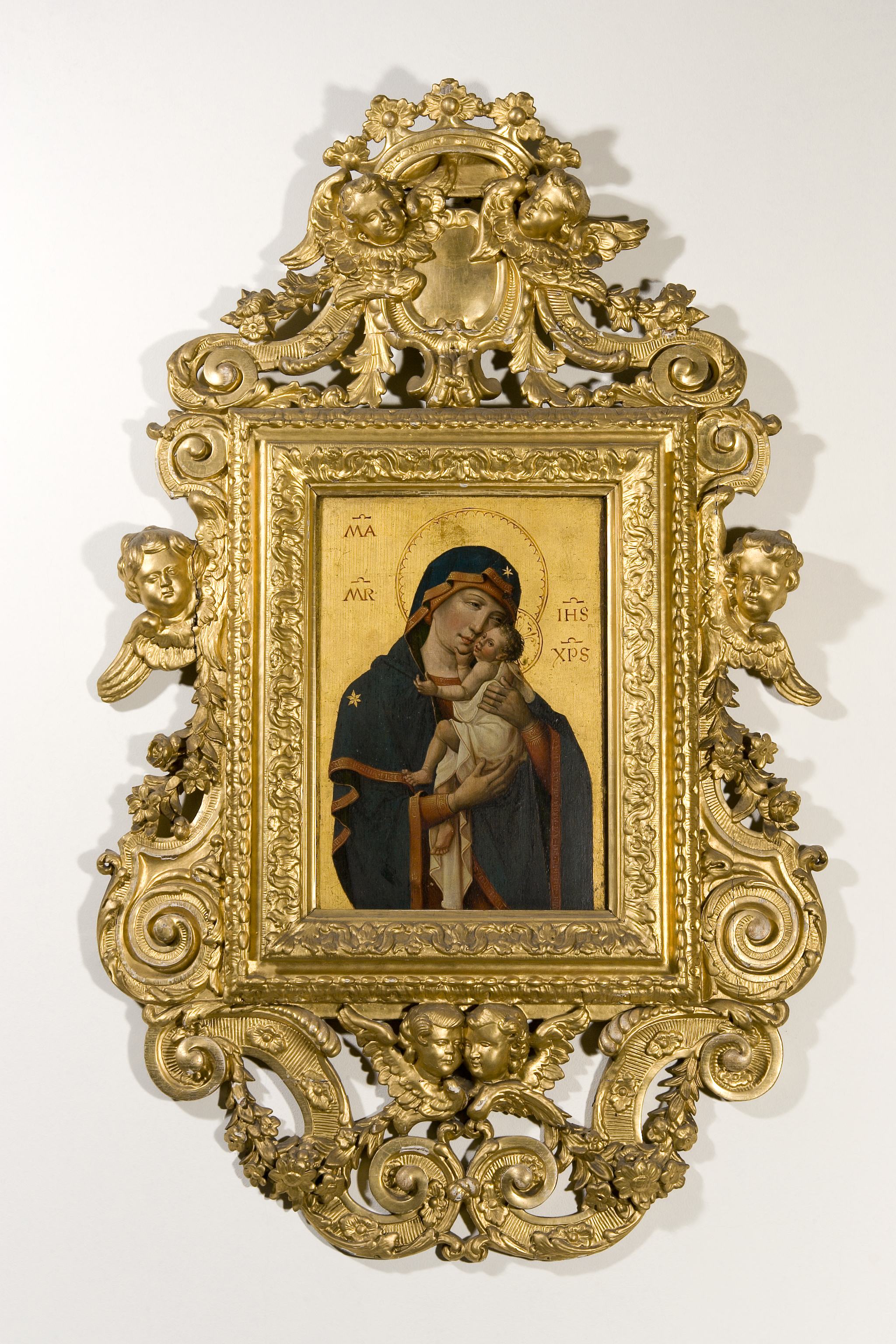
Une rare copie d’une représentation de Notre-Dame de Grâce offerte par l’évêque de Cambrai

Bâti le long de la Dendre, au cœur de la ville de Lessines, l’hôpital Notre-Dame à la Rose fut fondé au milieu du XIIIe siècle à l’initiative d’Arnould IV d’Audenarde, seigneur de la ville et grand bailli de Flandre et de son épouse Alix de Rosoit, noble princesse originaire de la noblesse française.
Arnould IV, fidèle bras droit de la comtesse de Flandre, Jeanne de Constantinople, sera impliqué dans les démêlés politiques et militaires de son époque (première moitié du XIIIe siècle). Au soir de sa vie, il fait inscrire dans son testament, d’importantes sommes d’argent en faveur des pauvres, des mendiants et des démunis de la région.
Après son décès en 1242, sa veuve Alix de Rosoit se charge de faire respecter les dernières volontés de son défunt mari. Elle fonde une institution pieuse qui se consacrera à l’accueil et aux soins des pauvres indigents de la ville et des alentours. On y priera bien sûr également pour le repos de l’âme d’Arnould et de toute sa descendance.

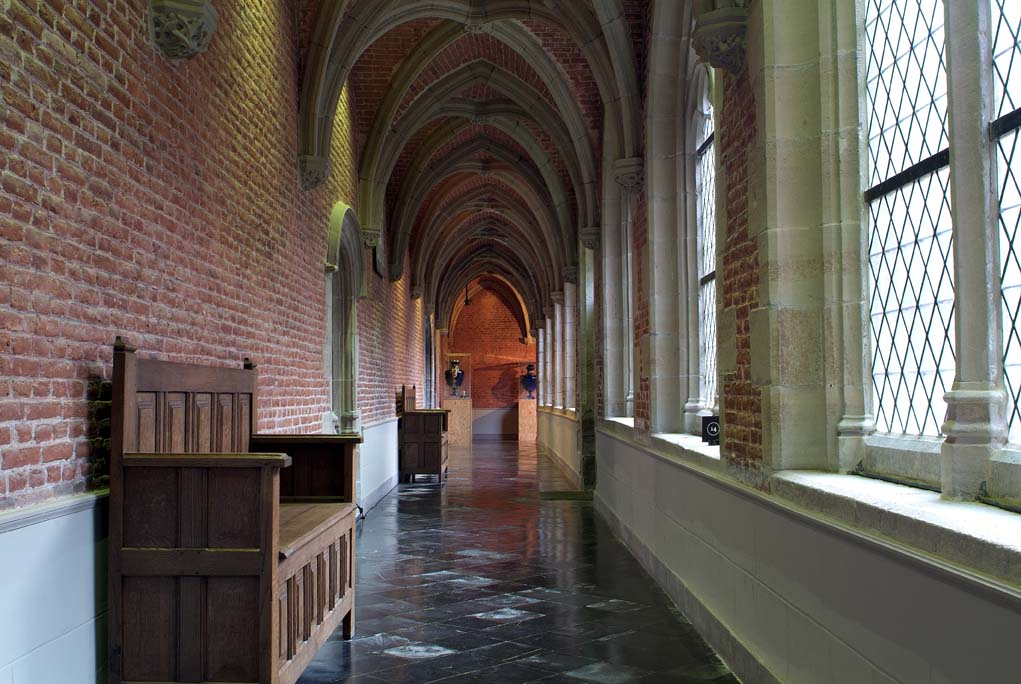
Une galerie du cloître

Cette institution charitable s’inscrit dans le mouvement de créations hospitalières au Moyen Âge : l’hôpital Saint-Jean et l’hôpital Notre-Dame de la Poterie à Bruges, l’hôpital de la Byloke à Gand, l’hôpital Sainte-Elizabeth à Anvers, l’hospice Comtesse à Lille, et d'autres.

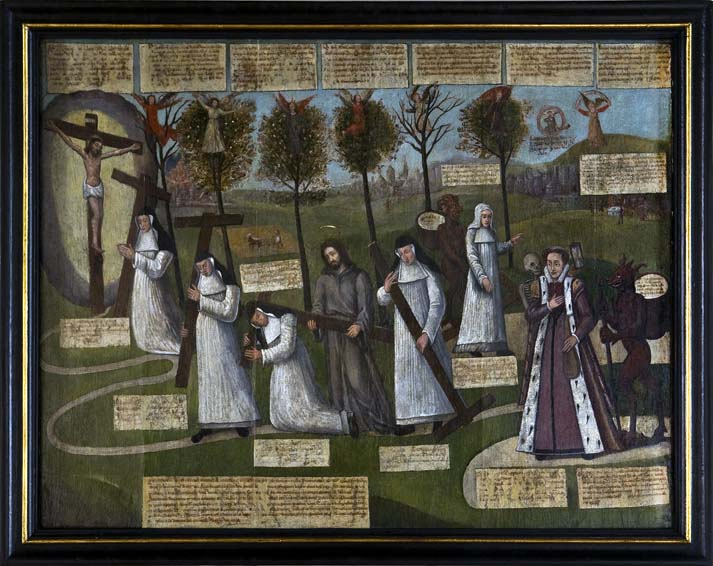
Tableau présentant l'allégorie de la vie religieuse pour permettre d'entretenir la ferveur spirituelle des jeunes religieuses

En 1246, Alix de Rosoit installe à Lessines une communauté religieuse double: d’une part, quelques frères s’occupant principalement du travail à la ferme de l’hôpital et d’autre part sept sœurs augustines à qui on confie la garde et les soins aux malades. L’hôpital Notre-Dame à la Rose était alors plus modeste et ne se composait que de deux ailes disposées en L : une le long de la Dendre et une autre, perpendiculaire. Mais toutes les salles essentielles à la vie d’un couvent et hôpital s’y trouvaient déjà : salle des malades, chapelle, réfectoire, dortoir, noviciat.
L'hôpital était dirigé par la dame prieure ainsi que par le maître-directeur qui veillait à la bonne tenue spirituelle des lieux. La supérieure religieuse (prieure) est également directrice de l’hôpital. L’aumônier, chargé de l’accompagnement spirituel et sacramentel des malades, travaille sous son autorité. Statuts et règles de l’institution sont approuvés par l’évêque de Cambrai, qui en reste l’autorité ultime. C’était en effet l’évêché qui octroyait ses statuts et règles de vie à chaque institution religieuse hospitalière établie dans son diocèse. 
Au cours des siècles, l’hôpital va voir ses bâtiments transformés afin d’offrir des espaces mieux adaptés tant à la vie hospitalière que conventuelle.
Du XVIe siècle au début XVIIIe siècle, le bâtiment principal évolue vers le quadrilatère que l’on connait aujourd’hui, où les styles Renaissance flamande et gothique tardif (pour les cloîtres) se conjuguent avec beaucoup d’harmonie. L’Hôtel-Dieu est un lieu de symbiose entre religion et médecine où les notions de foi, sciences, salut, spiritualité, souffrance et remèdes se côtoient, s’entremêlent et s’interpénètrent.
Avec la Révolution française, c'est la ville qui prit à sa charge la gestion de l'hôpital par le biais de la Commission des Hospices civils et ensuite la Commission d'assistance publique. L’hôpital doit faire face à une demande de soins importants au cours du XIXe siècle à la suite du développement pris par les exploitations des carrières de porphyre locales. Les registres de l’hôpital témoignent des nombreux ouvriers carriers accidentés, malades, infirmes qui furent soignés et opérés à l’hôpital Notre-Dame à la Rose à cette époque. C’est ainsi qu’une deuxième salle des malades fut aménagée vers 1830 à laquelle viendront d’ailleurs s’ajouter deux salles supplémentaires vers 1860-1870.
Même si, par la suite, le personnel laïque fit son entrée dans l'établissement (infirmières, aides soignantes, personnel d'entretien), il est clair que la communauté religieuse jouera un rôle prépondérant jusqu'en 1980, date à laquelle les derniers patients quittèrent l'hôpital, devenu alors une gériatrie.

## Restauration

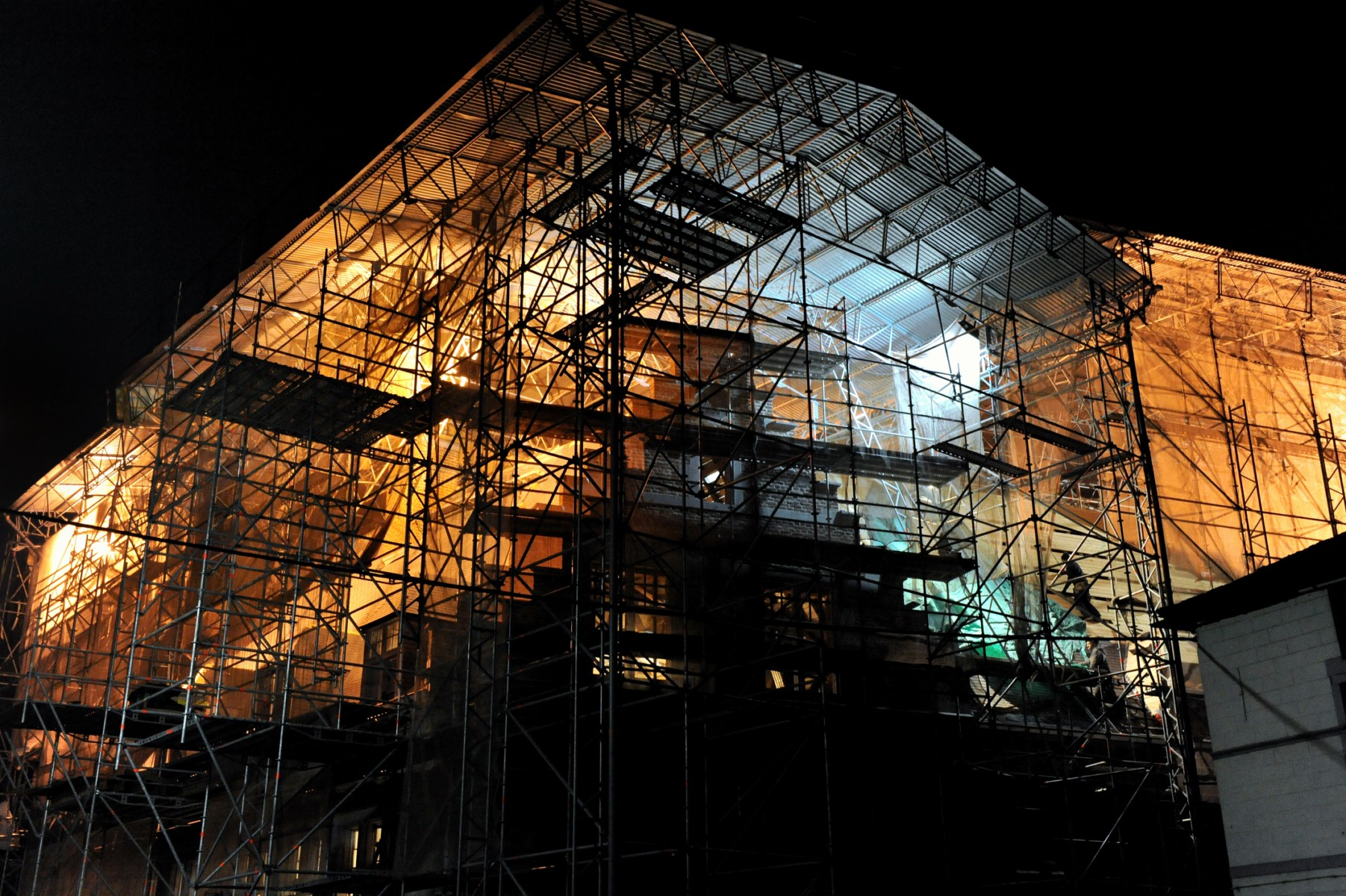
Reconstruction de la charpente de l'hôpital Notre-Dame à la Rose

L’hôpital Notre-Dame à la Rose est classé depuis 1940 et est reconnu, depuis 1993, comme patrimoine exceptionnel de Wallonie, la plus haute forme de classement possible en Belgique.
Malgré ces distinctions, son sauvetage et sa réaffectation ne furent pas une mince affaire. Il fallut toute la passion et l’opiniâtreté d’un groupe de bénévoles dès les années 1980-1990 pour croire à l’avenir de ce lieu. Ils parvinrent à convaincre les responsables politiques locaux et régionaux de se pencher sur le devenir de ce lieu unique en Wallonie et d'entamer, de toute urgence, des travaux de restauration.
Le classement comme Patrimoine exceptionnel a permis d’augmenter le pourcentage de subsidiation possible - 90 à 95 % pour la restauration du bâti - et dès février 2000, la ville de Lessines, soutenue par l’intercommunale IDETA présenta un dossier de restauration et de valorisation touristique et culturelle. Les fonds locaux, régionaux, provinciaux et européens ainsi obtenus ont permis de donner une deuxième vie à l’hôpital.
La campagne de travaux a duré une bonne dizaine d’années, mais n’a jamais entraîné la fermeture du lieu aux visiteurs.
La restauration du bâti fut particulièrement impressionnante et importante. Sous la direction des architectes, véritables chefs d’orchestre du projet et des travaux, les nombreux corps de métiers - tailleurs, maçons, charpentiers, coffreurs, peintres, maîtres-verriers, facteur d’orgues, ébénistes – ont travaillé avec soin et minutie afin de permettre à cet élément de patrimoine exceptionnel de franchir le cap des siècles à venir.
Les travaux de restauration ont permis de poser un regard neuf sur de nombreuses salles du circuit de visite. Avec une scénographie appropriée et judicieusement distillée, certaines salles ont trouvé une signification nouvelle et d’autres sont carrément sorties de l’ombre.
Des pièces de collections fragiles peuvent enfin être exposées (orfèvreries, archives). Le discours transmis aux visiteurs prend une autre dimension ; il donne des repères, il interpelle, il questionne.
L’hôpital a dès lors été doté d’un nouveau circuit de visite et d’un équipement muséal digne de ce nom. C’est ainsi qu’après avoir identifié les besoins d’un tel site touristique, sont venus s’intégrer ou se greffer au bâtiment ancien historique un hall d’accueil, une boutique, une cafétéria, une salle de concert, une salle d’expositions temporaires et une muséographie contemporaine adaptée.

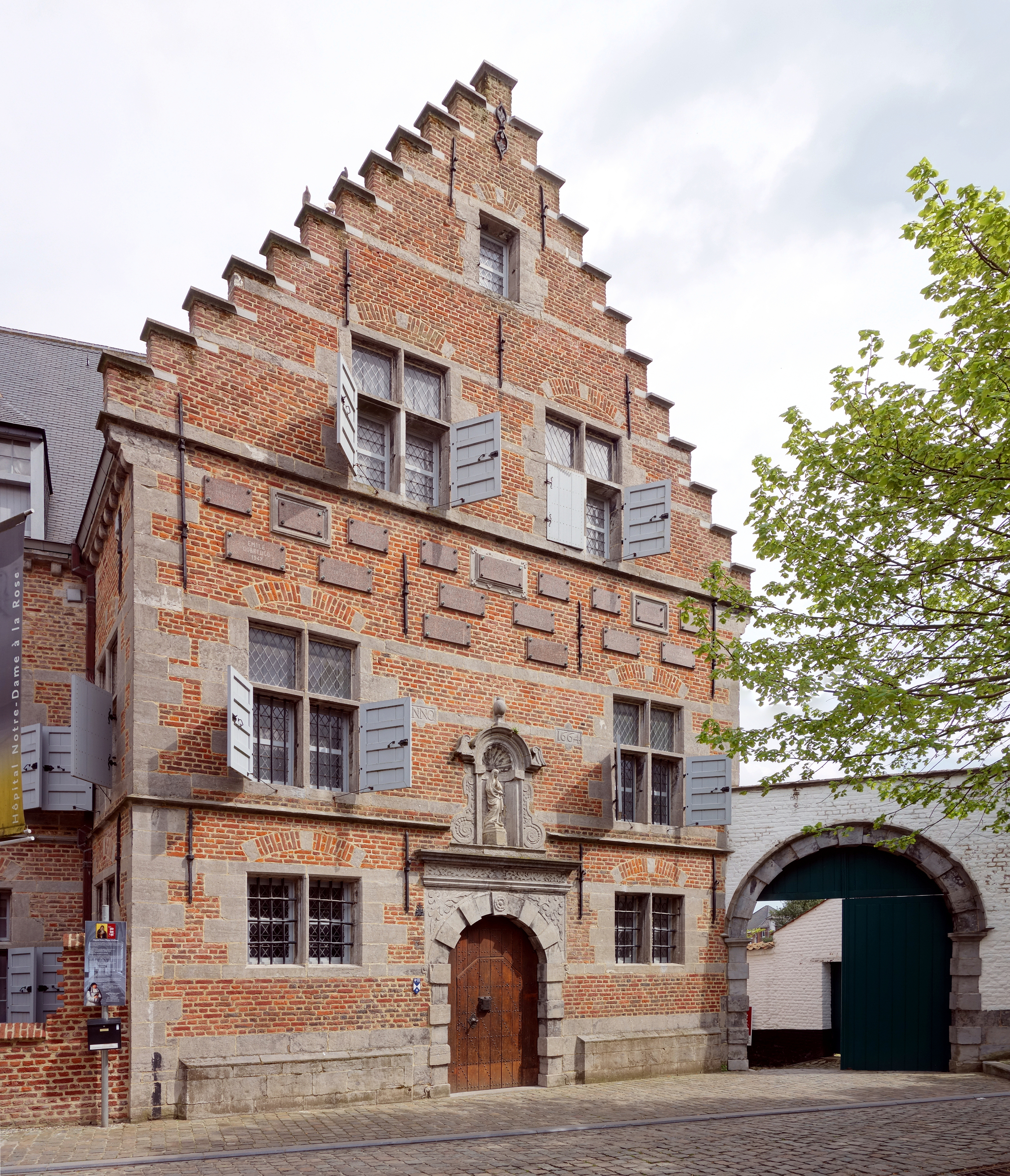
L'entrée.
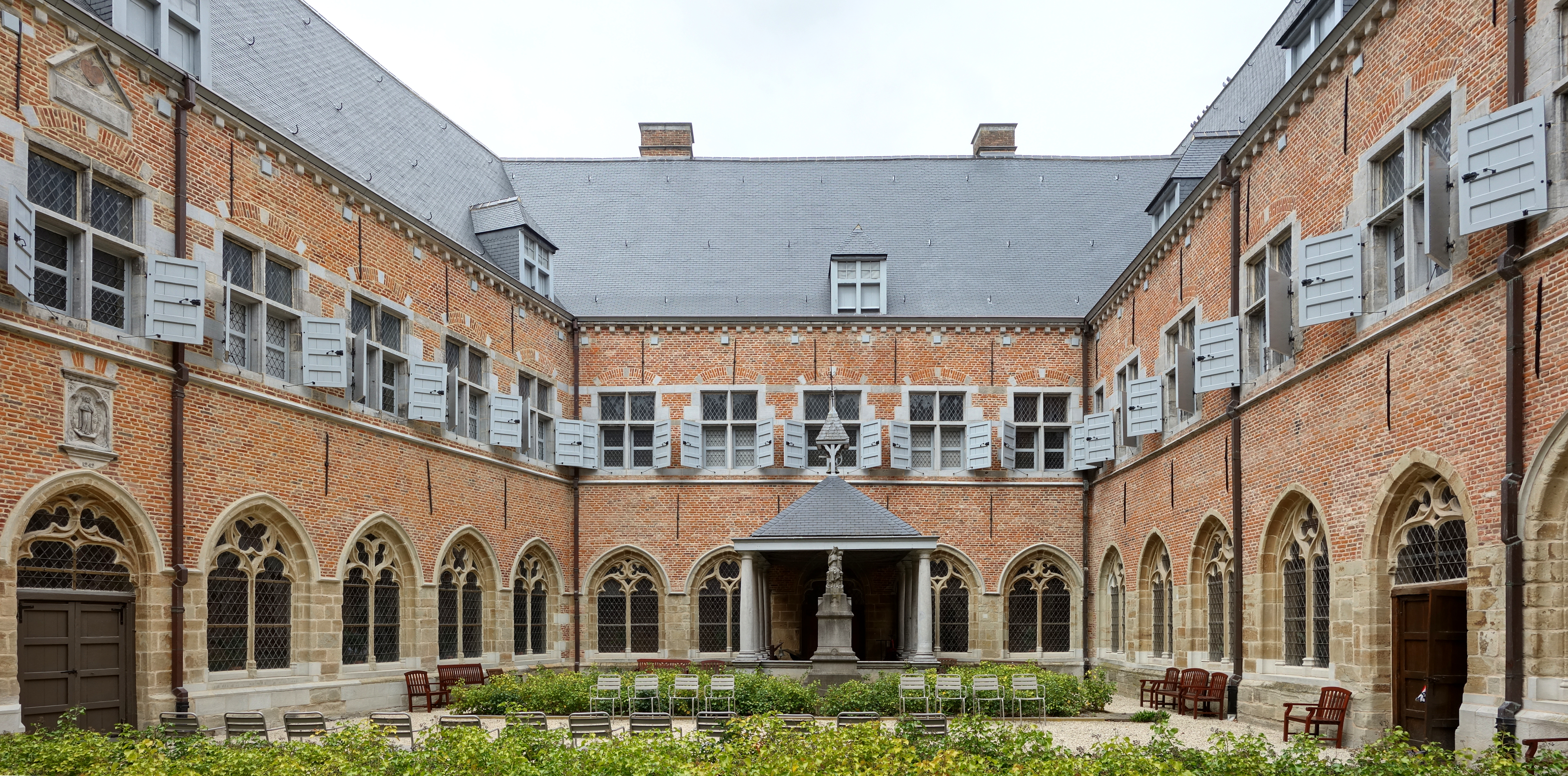
Le cloître.
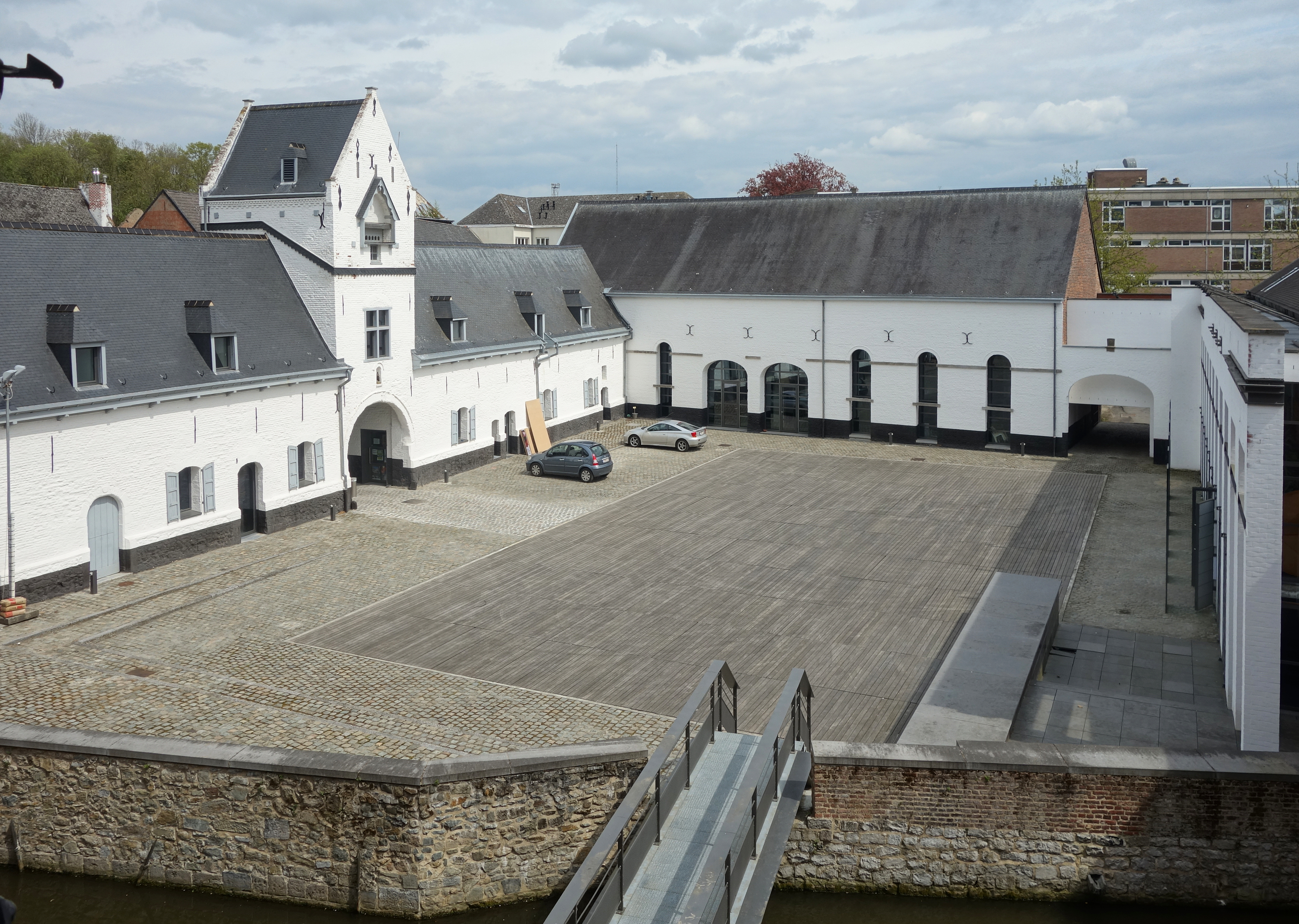
La ferme.
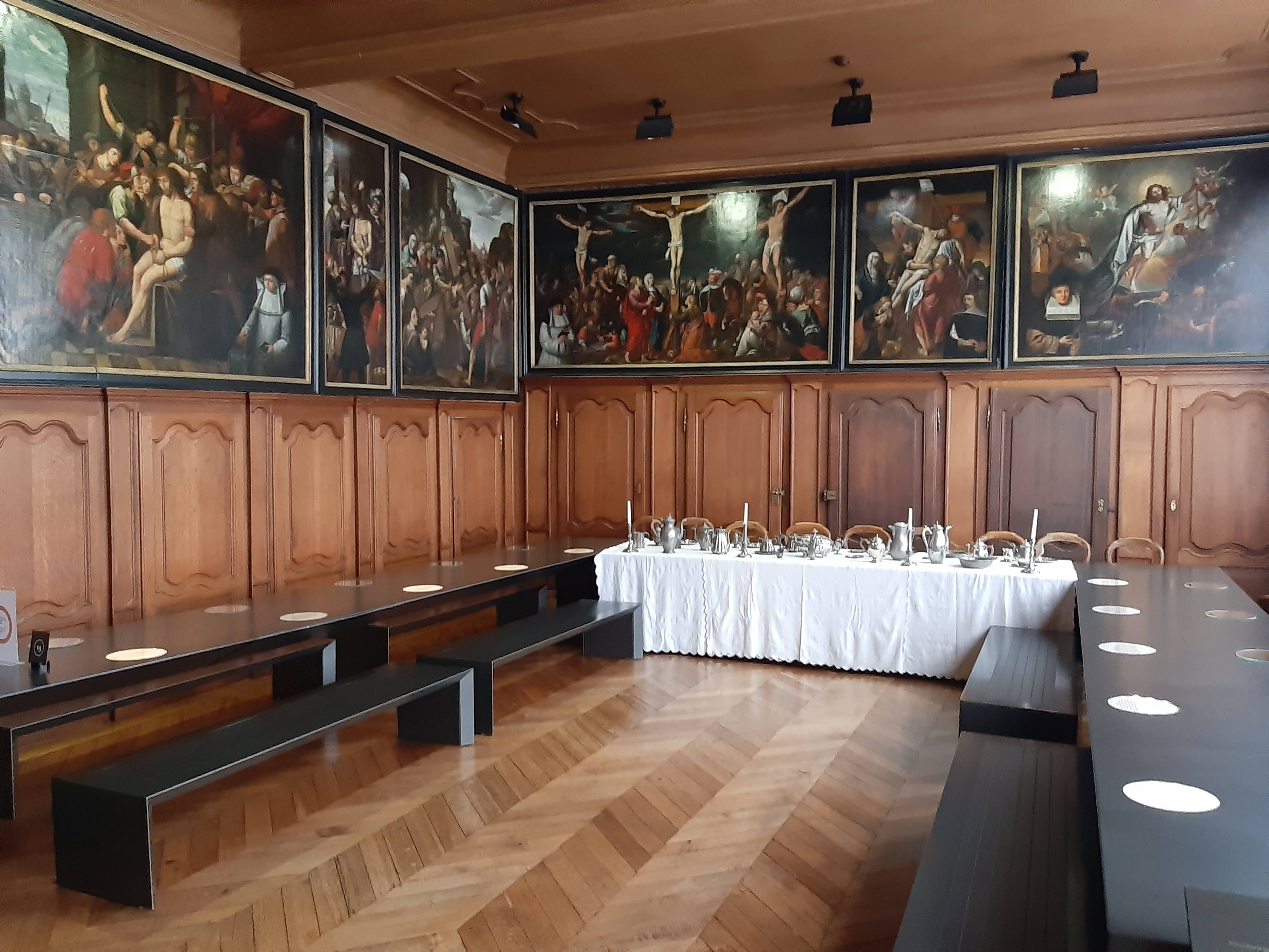
Le réfectoire des sœurs.
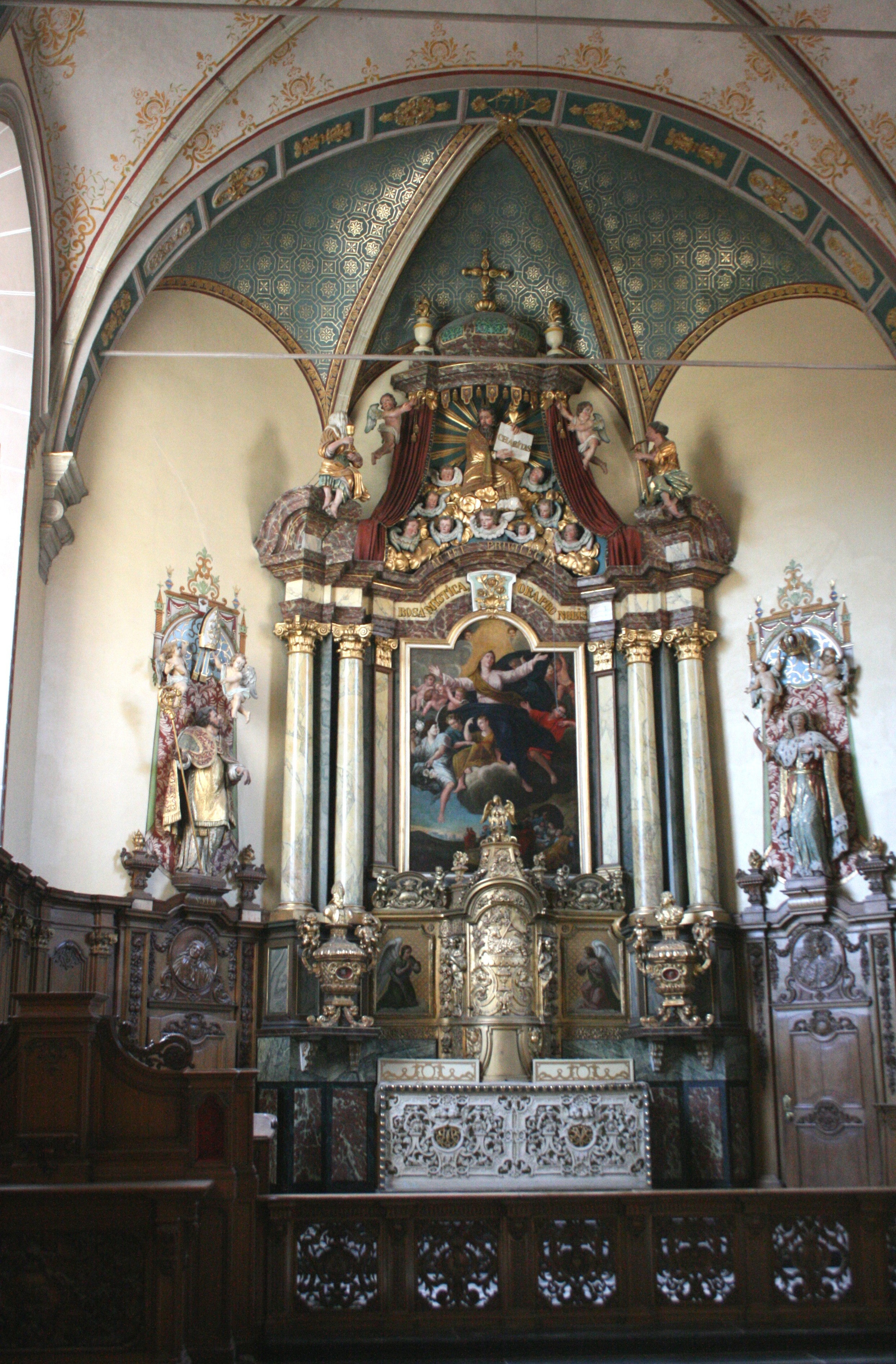
La chapelle.

## Circuit en quelques lignes

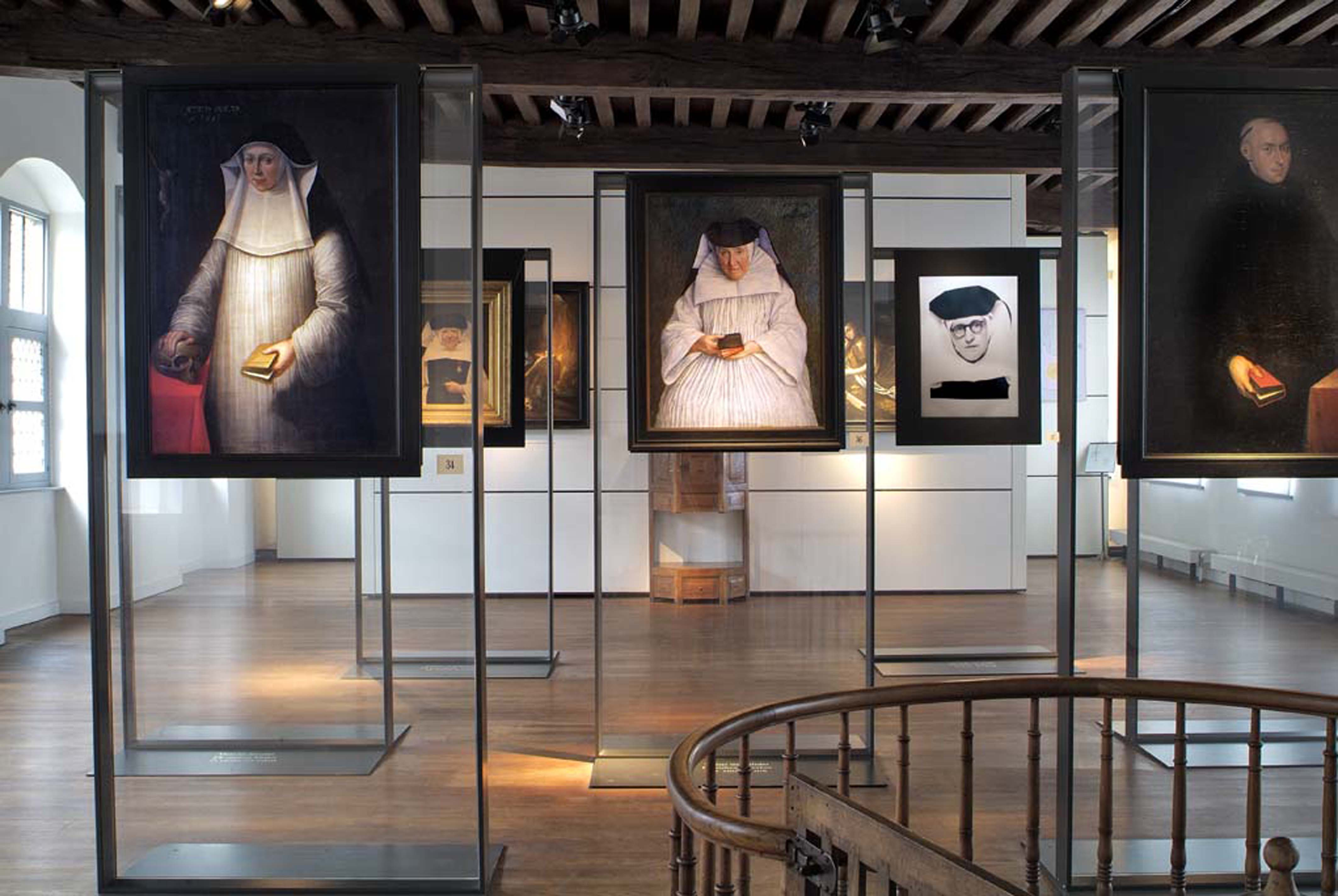
Salle de vie conventuelle avec des tableaux présentant les différentes dames prieures

Le quadrilatère principal s’organise autour d’un jardin intérieur ceinturé de cloîtres. Ceux-ci constituent les axes de circulation principaux et donnent accès à l’ensemble des salles du musée.
La visite s’articule sur trois étages.
Le sous-sol
Le visiteur fait d’abord connaissance avec la structure du site et ses fondateurs dans la salle souterraine qui assure la jonction entre le hall d’entrée et le quadrilatère principal. Cette salle en sous-sol présente d’un côté une maquette de l’ensemble du site de l’hôpital Notre-Dame à la Rose et, de l’autre, quelques-uns des plus intéressants vestiges mis au jour en 2001 par les services de fouilles archéologiques de la Région wallonne. Parmi ceux-ci, citons les restes d’un gisant de la fin XIIIe - début XIVe siècle qui pourrait bien être celui du fondateur de l’hôpital, Arnould IV d’Audenarde.
Le 1er étage
La spiritualité des religieuses et la vie en communauté des sœurs hospitalières de Lessines constituent le fil rouge des salles du premier étage. Les œuvres exposées, entre autres, dans la bibliothèque, la chambre de Saint Augustin et la salle de la vie conventuelle proposent un dialogue intéressant pour comprendre l’esprit des lieux. Ces aspects sont abordés sous divers angles : la charité chrétienne, la vocation religieuse, les donations, l’art et la spiritualité, statuts et règles de vie de la communauté, la fonction des livres à l’hôpital.
Le rez-de-chaussée

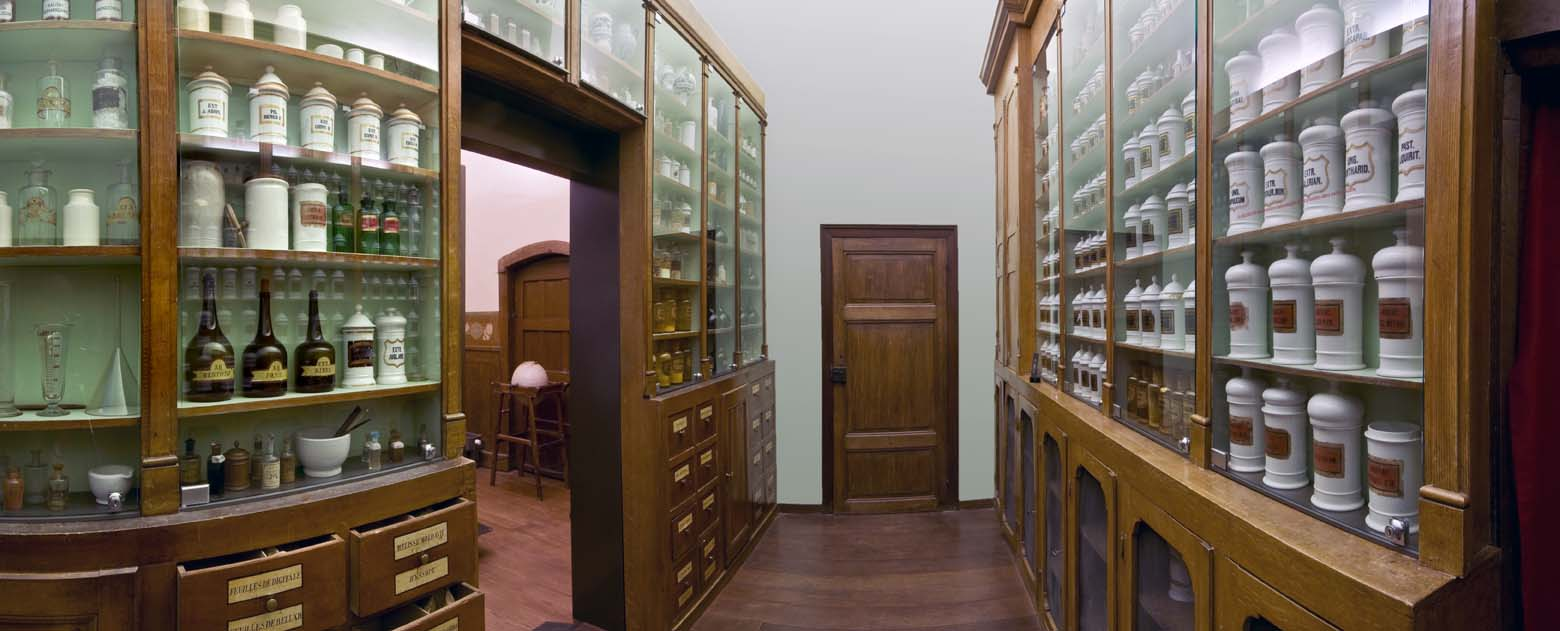
La pharmacie des sœurs

De nombreuses pièces font encore partie de la ‘clôture’ et étaient, de ce fait, réservées aux seules religieuses : le réfectoire, l’infirmerie, l’ouvroir (devenu aujourd’hui la Salle du trésor).
D’autres, par contre, sont directement liées à la fonction hospitalière de l’institution et rappellent que l’hôpital a vécu durant plus de sept siècles au cœur, au rythme et au service des habitants d’une ville et d’une région : les salles des malades, la pharmacie, la chapelle, la salle des étrangers.
Le visiteur termine son parcours, en apothéose, par le triptyque des salles consacrées aux soins de l’âme et du corps : la chapelle et les deux salles des malades.

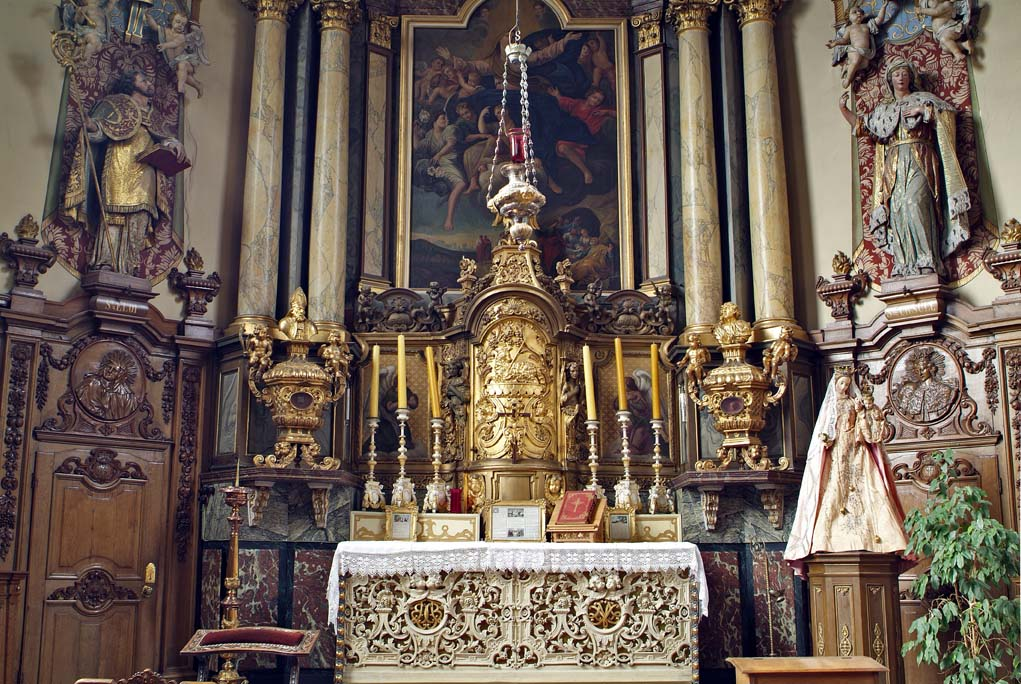
La chapelle

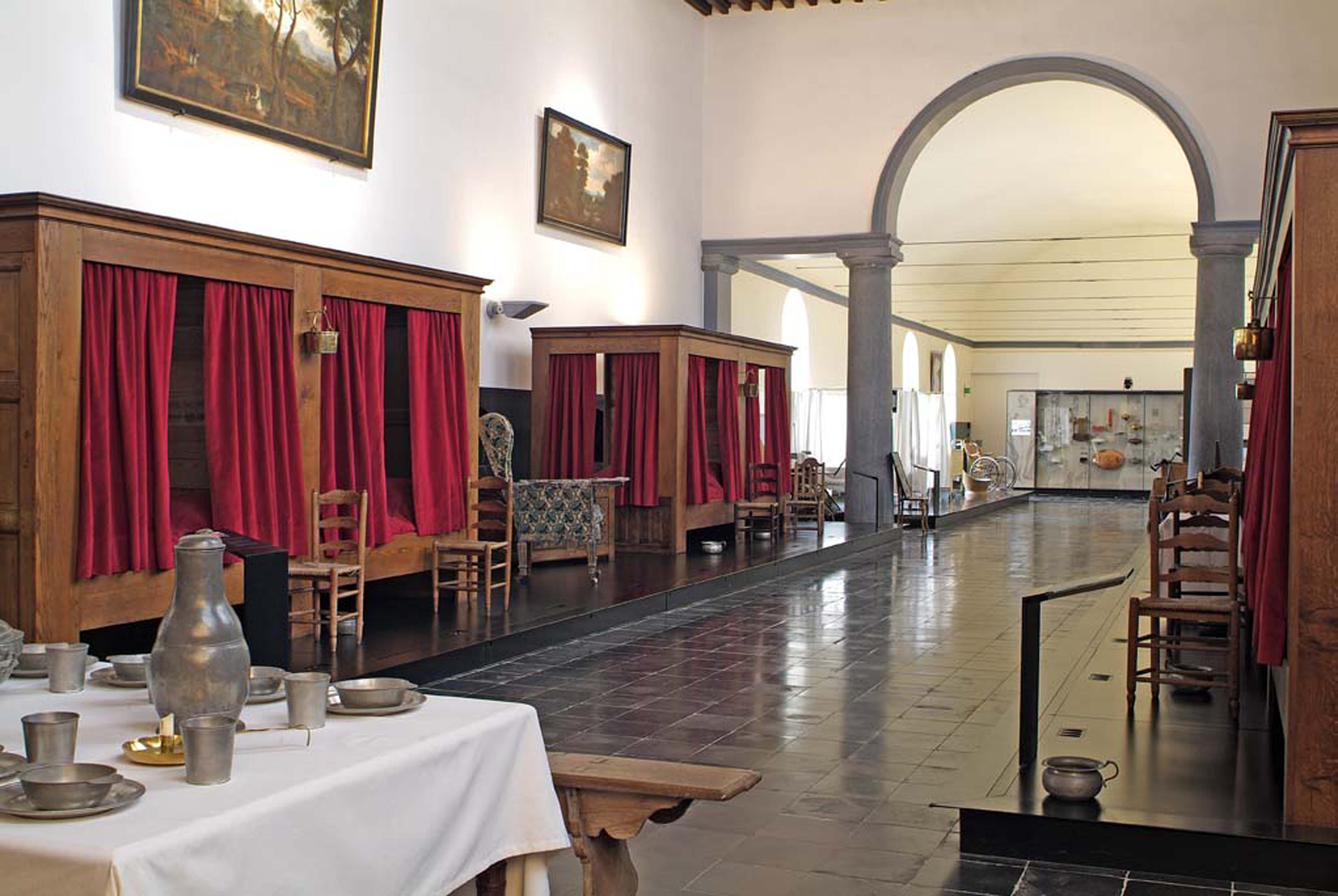
Salle des malades de type pneumatique

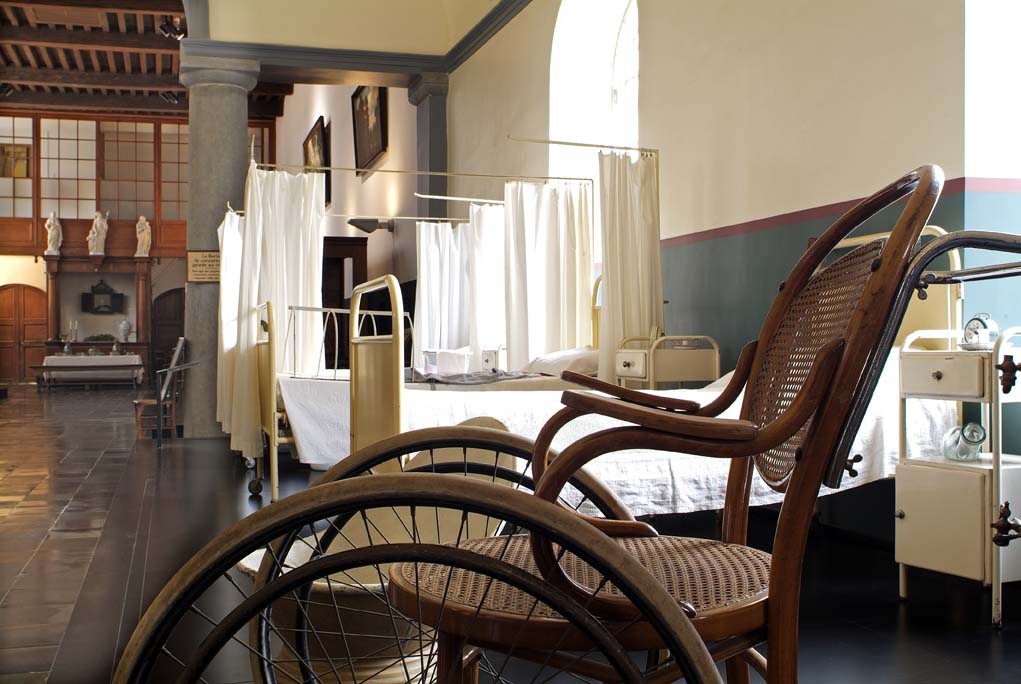
La salle des malades qui se base sur l'hôpital hygiéniste

La chapelle baroque de l’hôpital a, elle aussi, fait l’objet d’une restauration complète et minutieuse, du clocher à l’orgue en passant par les vitraux, le décor de la voûte et les dorures du maître-autel. Lieu de soins spirituels, elle jouxte tout naturellement la salle des malades Ancien Régime (hôpital pneumatique).
Celle-ci a aussi fait l’objet d’une profonde restauration : plafonds avec poutres sculptées, baies vitrées, boiseries, murs peints, etc. Les vitrines judicieusement installées dans cette salle permettent maintenant de mettre en relation les techniques médicales de l’époque (la médecine des humeurs, la chirurgie et son évolution) avec l’environnement direct du malade.
Ici également, dans ces lieux où la composante historique est aussi forte, les éléments de scénographie ont su se faire discrets tout en apportant un plus, soit au niveau didactique, soit pour la mise en valeur des œuvres grâce à un éclairage adapté.
La deuxième salle des malades (datant de 1830 environ) combine deux thématiques assez complémentaires. D’une part, grâce au réaménagement d’une partie de salle des malades fin XIXe siècle, on prend conscience de l’évolution du cadre de vie des patients (hôpital hygiéniste).
D’autre part, le développement de nombreux domaines de « l’art de soigner » au XIXe siècle comme l’oto-rhino-laryngologie (ORL), l’électrothérapie, la dentisterie, l’ophtalmologie, le diagnostic, la gynécologie et l’obstétrique qui sont illustrés par un large éventail d’instruments médicaux d’époque. Ceux-ci sont présentés et mis en contexte dans de spacieuses vitrines garnies d’illustrations scientifiques et équipées de montages audiovisuels. 
Ce nouveau circuit de visite comprend donc une vingtaine de salles – et des jardins - qui permettent au visiteur de mieux comprendre la subtile alchimie qui liait les différents protagonistes de l’histoire des soins à travers les siècles : les fondateurs, les bienfaiteurs et protecteurs de l’institution, les malades, les religieuses et autres soignant(e)s (médecins, chirurgiens, infirmières) ainsi que les autorités laïques à partir du XIXe siècle.

## L'hôpital Notre-Dame-à-la-Rose au cinéma
- 1929 : Ombres et lumière de Théo Dubuisson (film muet)
- 2009 : Hadewijch de Bruno Dumont

## L'hôpital Notre-Dame-à-la-Rose dans la littérature
- 2006 : Marianne Vanhecke, Ces dames de l'Hôpital Notre-Dame à la Rose, Memogrames, Bruxelles  (ISBN 2-930418-13-3)
- 2010 (bande dessinée) :
- La Rose des gueux[1], Prométhéa ASBL, juin 2010
Scénario et dessin : Étienne Schréder - Couleurs : Jean-Marc Dubois,Format à l'italienne. Traduction en néerlandais De Roos Der Geuzen (OCLC 1010420569)
- 2013 (roman) : Xavier Jacque, Les Templiers et l’Hôtel-Dieu de Lessines, Safran (éditions), Bruxelles